# 콘체시오
콘체시오(이탈리아어: Concesio)는 이탈리아 북부 롬바르디아주 브레시아도 트롬피아 계곡 인근에 소재한 코무네이다. 남쪽으로는 브레시아, 북쪽으로는 사레초와 접하고 있다. 로마 가톨릭교회의 교황 바오로 6세의 출생지이자, 축구선수 마리오 발로텔리의 연고지이다.